# رؤیای وصل
تاریخ انتشار 12 تیر 1380
 رؤیای وصل نام یک آلبوم موسیقی اثر  حسام الدین سراج و  رامین کاکاوند است که در سبک  سنتی تهیه شده و دارای ۹ آهنگ است. این آلبوم پس از موفقیت قابل توجه آلبوم بوی بهشت به آهنگسازی رامین کاکاوند و خوانندگی حسام الدین سراج منتشر شد و توانست موفقیتی نظیر آلبوم بوی بهشت کسب کند.

## فهرست آهنگ‌ها
| ردیف | آهنگ          |
| ۱    | محفل عشق      |
| ۲    | سودای دل      |
| ۳    | ماه بالا نشین |
| ۴    | رؤیا          |
| ۵    | چشم جادو      |
| ۶    | ارغوان        |
| ۷    | سلطان عشق     |
| ۸    | سماع مستان    |
| ۹    | دست افشان     |